# Киндберг
Киндберг (нем. Kindberg) — город в Австрии, в федеральной земле Штирия.
Входит в состав округа Брукк-Мюрццушлаг. Площадь коммуны составляет 90,66 км², население — 8118 человек (1 января 2021), плотность населения — 90 чел./км². Официальный код — 62141.

## География
Занимает площадь 41,54 км².
Территория коммуны охватывает 8 населённых пунктов (нем. Ortschaft) (в скобках указано количество жителей на 1 января 2021 года):
- Аллерайлиген-им-Мюрцталь (260)
- Эдельсдорф (364)
- Яснитц (210)
- Киндберг (5265)
- Леоперсдорф (456)
- Мюрцхофен (965)
- Зёльсниц (117)
- Виден (481)

Коммуна разделена на 11 кадастров (нем. Katastralgemeinden) (в скобках указана площадь на 2016 год):
- Аллерайлиген-им-Мюрцталь (213.12 га)
- Эдельсдорф (1047.96 га)
- Герцогберг (1032.00 га)
- Ясницталь (2532.26 га)
- Киндберг (359.06 га)
- Киндбергдёрфль (1019.93 га)
- Киндталь (326.66 га)
- Киндтальграбен (1417.31 га)
- Мюрцхофен (192.88 га)
- Зёльсниц (925.05 га)

### Соседние коммуны
| С-З | Турнау                     | Санкт-Барбара-им-Мюрцталь | Санкт-Барбара-им-Мюрцталь | С-В |
| З   | Санкт-Лоренцен-им-Мюрцталь | Роза ветров               |                           | В   |
| Ю-З | Санкт-Марайн-им-Мюрцталь   | Брайтенау-ам-Хохланч      | Штанц-им-Мюрцталь         | Ю-В |

## Политическая ситуация
Ключевые посты совета коммуны:
- Бургомистр — Кристиан Сандер (СПО).
- 1-й заместитель бургомистра — Кристин Зайтингер (СПО).
- 2-й заместитель бургомистра — Питер Саттлер (АНП).
- Финансовый директор — Джудит Доппельрейтер (СПО).
- Член городского совета — Гюнтер Нидербергер (АНП).

Совет представителей коммуны (нем. Gemeinderat) состоит из 25 мест (по результатам выборов 2020 года):
- Социал-демократическая партия Австрии занимает 14 мест.
- Австрийская народная партия занимает 8 мест.
- Австрийская партия свободы занимает 2 места.
- Коммунистическая партия Австрии занимает 1 место.